# ドラゴンズ・ノート
『ドラゴンズ・ノート』は、1986年4月6日から1987年3月29日まで中京テレビで放送されていた中日ドラゴンズの情報番組。放送時間は毎週日曜 17:00 - 17:15 （日本標準時）。

## 概要
『週刊ドラドラ生放送』（1982年4月 - 1984年3月、日曜9:00枠）、『夢のドラゴンズ生放送』（1984年4月 - 1986年3月、日曜22:30枠）に続く中京テレビ3代目のドラゴンズ応援番組である。
日曜夕方枠へ移動したことで再び内容が変わり、デーゲームが行われる日にはその試合結果を、ナイターが行われる日にはその直前情報を速報で伝えるようになった。特に後楽園球場の対読売ジャイアンツ戦がある日には、日本テレビの制作協力の下に後楽園からの生中継で直前情報を伝えていた。
番組の終了後、替わって日曜11:45枠で後継番組の『1001%ドラゴンズ』がスタートした。

## 出演者など
- 司会 - 宮地佑紀生
- 解説 - 富田将央（野球解説者、中日ほかOB / 「富田勝」から改名） - 『夢のドラゴンズ生放送』から引き続き出演。
- 提供 - サッポロビール